# قرية آل خلف
قرية آل خلف هي إحدى القرى المتناثرة في منطقة عسير وتبعد عن مدينة أبها 120 كم وعن سراة عبيدة 17 كم، سميت بإسم مؤسسها خلف بن يعلى البشري، وتبلغ مساحتها حوالي عشرة كيلومترات.

## مكونات القرية
تتكون القرية من اثني عشر حياً سكنياً يتوسطها أربعة عشر قصبة وتربط المناطق السكنية بشبكة من الممرات الضيقة والمتعرجة عليها سباطات تغطي أجزاء من تلك الممرات ويوجد بها مسجد وبيت للمال ومقبرة وسوق أسبوعي واثنتا عشر قصبة دائرية تتوزع داخل محيط القرية إضافة إلى المساكن والمخاول والمدافن الخاصة بحفظ الحبوب.
اتسمت عمارة آل خلف بوحدة النسق بين الأنماط البنائية وما يجاورها من حقول زراعية تتوازن مع الكتلة العمرانية، وتحقق القصبة لكل حي سكني وسيلة للحماية من الغزوات التي كانت تحدث قبل توحيد المملكة العربية السعودية، ونشوء ونمو وتطور القرية كان يتم على مراحل فالنسيج العمراني العفوي في تشكيله لكنه بطيء في تطوره، وتعكس المساكن والفراغات الأشكال المتبادلة للوظائف كما تأخذ في اعتبارها النواحي الأمنية مما يجعلها كتلة واحدة بنسيجها العمراني والسكاني.

### تخطيط القرية
يتألف مخطط القرية من مسجد جامع إضافة إلى مسجدين محليين ومسجد واحد لصلاة العيدين، وتتكون المنطقة السكنية من اثني عشر حياً يتخللها 26 قصبة، وبيت للمعشر وسوق أسبوعي وحقول زراعية ومدافن للحبوب.
كما أن الملاحظ في تخطيط القرية تكتل المساكن وضيق الطرقات وكثرة السراديب (السباطات) وحرص السكان على تحقيق اللون والنمط المعماري الخاص بهم، وأجادوا تقنية البناء الخاصة بهم مما جعل من عمران آل خلف وما جاورها من القرى عمرانياً متميزا بالقوة والمتانة القائمة على البساطة الإنشائية التي لا تعني السطحية وإنما تعني لمسات لخطوط معمارية خالية من التعقيد والبهرجة المصطنعة ونمطاً فريداً من أنماط التصميم العمراني.

#### الصفات البنائية
- تبنى القرى النطفية من واقد المواد الطبيعية من حجر وطين وشجر إضافة إلى مواد طبيعية أخرى من نورة وقطران.
- يعتمد بناء القرية في الغالب على قرار مجلس الجماعة من أجل تحقيق الاستقرار أو يكون بقرار فردي يعتمد على القوة.
- يعتمد التخطيط على مبدأ التضام للكتلة العمرانية.
- تركز القرية على التشديد في إبراز الوسائل الدفاعية والتحصينات الأمنية للقرية.
- شيدت المباني من خلال جهود أهلها الذاتي يقوده البناء المتخصص والحرفيين.
- تشكل القيم الاجتماعية والثقافية والمحددات الاقتصادية خطوطاً واضحة في نشأة ونمو القرية.[2]